# Condado de Wajir
El condado de Wajir es un condado de Kenia. Se sitúa al este del país y su capital es Wajir. Otra localidad importante es Habaswein.
Es fronterizo con Etiopía y con Somalia.
Su población es de 661 941 habitantes y tiene un área de 55 840.6 km².

## Organización territorial
El condado se subdivide en 14 divisiones administrativas:
| División                | Población* | Densidad* | Área (km²) | Capital   |
| ----------------------- | ---------- | --------- | ---------- | --------- |
| Buna                    | 29 160     | 5         | x          | Buna      |
| Bute                    | 14 684     | 20        | x          | Bute      |
| Central                 | 51 006     | 22        | x          | Wajir     |
| Diff                    | 19 052     | 3         | x          |           |
| Eldas                   | 9 166      | 4         | x          |           |
| Griftu                  | 42 333     | 6         | x          |           |
| Gurar                   | 18 087     | 7         | x          | Gurar     |
| Habaswein               | 27 467     | 6         | x          | Habaswein |
| Hadado                  | 19 787     | 5         | x          |           |
| Kotulo                  | 23 016     | 9         | x          |           |
| Lafaley                 | 5 883      | 12        | x          |           |
| Sebule                  | 25 699     | 3         | x          |           |
| Tarbaj                  | 22 758     | 4         | x          | Tarbaj    |
| Wajir-Bor               | 17 046     | 4         | x          |           |
| Total                   | 319 261    | 6 (media) | x          | -         |
| * Fuente: censo de 1999 |            |           |            |           |

A efectos electorales, hay cuatro distritos en el condado: Wajir Norte, Wajir Sur, Wajir Este y Wajir Oeste.